# Thea Garrett

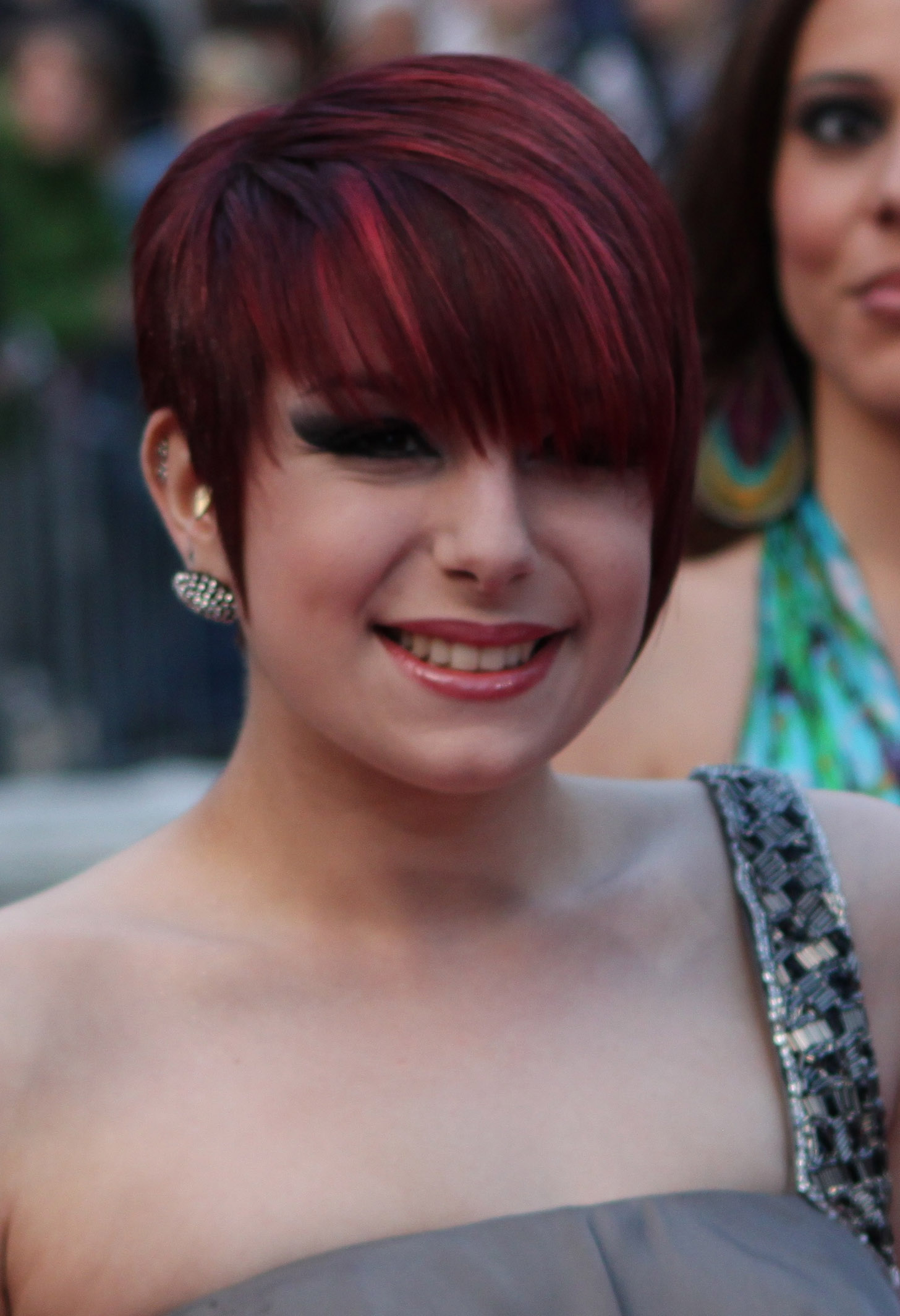
Thea Garrett beim Eurovision Song Contest in Oslo (2010)

Thea Garrett (* 15. März 1992 in Malta) ist eine maltesische Sängerin. Sie vertrat ihr Land beim Eurovision Song Contest 2010 in Norwegen.

## Leben
Die gebürtige Malteserin Thea Garrett begann bereits als Kind ihre musikalische Ausbildung. An der Masquerade Theatre School erhielt sie Unterricht im Fach Musical und trat am Manoel Theatre in Valletta in Stücken wie The King and I und Beyond the Barriquades auf. Darüber hinaus erhielt sie Gesangsunterricht bei der maltesischen Sopranistin Gillian Zammit. Garrett ist Mitglied des Gospelchor Enkor und trat zusammen mit dem britischen North West Choir auf. Weiterhin sang sie in einem Oratorium als Solistin in der Anglican Church in Valletta.
In London studierte sie am Trinity Guildhall College Musical, Drama und Gesangstechnik und nahm zusätzlich Schauspielunterricht an der Sylvia Young Theatre School. Garrett, die nach eigenen Angaben von Sarah Brightman and Whitney Houston beeinflusst ist, sang bereits im Background-Chor des spanischen Flamenco-Künstlers Paco Peña. und hatte in Rom und Mailand gemeinsame Auftritte mit dem italienischen Sänger Gigi D’Alessio.

## Eurovision Song Contest 2010
Am 20. Februar 2010 nahm Thea Garrett beim maltesischen Vorentscheid zum Eurovision Song Contest 2010 teil. Bei der vom maltesischen Fernsehen PBS organisierten Veranstaltung Kanzunetta Maltija għall-Ewropa/Malta Song For Europe im Malta Fairs & Convention Centre in Ta’ Qali starteten insgesamt 20 Teilnehmer. Garrett trug den von Jason Cassar komponierten Song My Dream vor, dessen Text von Sunny Aquilina stammt. Bei einer Entscheidung, die je zur Hälfte durch eine Jury und durch Televoting bestimmt wurde, erlangte dieses Lied mit deutlichem Abstand den ersten Platz. Am 25. Mai 2010 vertrat Thea Garrett mit My Dream ihr Heimatland Malta im ersten Halbfinale des Eurovision Song Contest 2010 in Norwegen. Das Lied scheiterte jedoch an der Qualifikation für das Finale.